# أندرو غروس
أندرو غروس (بالإنجليزية: Andrew Gross)‏ (18 مايو 1952، مانهاتن في الولايات المتحدة)؛ كاتب وروائي أمريكي.